# IGNITION (SHOKICHIの曲)
「IGNITION」（イグニッション）は、EXILE SHOKICHIの楽曲。2015年10月28日に、EXILE SHOKICHIの4枚目のシングルとしてrhythm zoneから発売。

## 概要
前作「Don't Stop the Music」から約3か月での発売。CD+DVD、CDのみの2形態でのリリース。FC・モバイル限定でワンコインシングルの販売もある。CDには3曲を収録。 DVDにはタイトル曲「IGNITION」のミュージック・ビデオを収録。

## 楽曲について
- 1曲目「IGNITION」
映画『トランスポーター イグニション』のために書き下ろした楽曲。タイトルは映画日本版のタイトルと同じ「IGINITION」、 タイトルは『点火する』の意味[2]。楽曲はスリリングなカーアクションを彷彿させる疾走感溢れるブレイクビーツ[3]。映画の映像に合わせるため「BPMは120で」という指定があった[4]。楽曲には「真っ黒なシート」「デリバリー」「パッケージ」「イグニション」「トランスポーター」などの映画に関連する言葉がある[2]。

- 2曲目「Last Song」
セクシーかつダークネスなR&B楽曲。
この楽曲はオリジナルアルバム未収録。

- 3曲目「青の日々」
SHOKICHI自身で書き下ろした青春ラブソング。SHOKICHIか30歳になるときに、地元の中学時代の同級生から中学生時代のプリクラ写真がLINEで送られてきて[5]。SHOKICHIかそれを見たとき、中学生時代が眩しく見えた、懐かしい気分になった、サビの歌詞とメロディーが浮かんできたところからピアノで書き上げました。この楽曲「青の日々」の「青」は青春の意味と「自分が青かった日々、若かった日々」の意味[6]。

## ミュージック・ビデオ
表題曲「IGNITION」のミュージック・ビデオはtatsuakiが監督を務めた。ミュージックビデオにはEXILEの世界率いるダンスチームXXIV CLANが参加。

## メディアでの使用
「IGNITION」には以下のタイアップが付いている。
- 映画『トランスポーター イグニション』日本版主題歌[3]

## シングル収録トラック
CD+DVD、CDのみ収録トラックは同一。

### CD+DVD、CDのみ
| #         | タイトル                    | 作詞                   | 作曲                                | 時間  |
| --------- | --------------------------- | ---------------------- | ----------------------------------- | ----- |
| 1.        | 「IGNITION」                | SHOKICHI、Amon Hayashi | SHOKICHI、Amon Hayashi、NAOtheLAIZA | 3:53  |
| 2.        | 「Last Song」               | SHOKICHI               | Anthony Franks、NAOtheLAIZA         | 3:33  |
| 3.        | 「青の日々」                | SHOKICHI               | SHOKICHI、D&H                       | 4:21  |
| 4.        | 「IGNITION」(Instrumental)  |                        |                                     | 3:52  |
| 5.        | 「Last Song」(Instrumental) |                        |                                     | 3:33  |
| 6.        | 「青の日々」(Instrumental)  |                        |                                     | 4:17  |
| 合計時間: | 合計時間:                   | 合計時間:              | 合計時間:                           | 23:29 |

| #  | タイトル                  | 作詞 | 作曲・編曲 | 監督     |
| -- | ------------------------- | ---- | ---------- | -------- |
| 1. | 「IGNITION」(Music Video) |      |            | tatsuaki |

### ワンコインCD
| #         | タイトル     | 作詞                   | 作曲                                | 時間 |
| --------- | ------------ | ---------------------- | ----------------------------------- | ---- |
| 1.        | 「IGNITION」 | SHOKICHI、Amon Hayashi | SHOKICHI、Amon Hayashi、NAOtheLAIZA | 3:53 |
| 合計時間: | 合計時間:    | 合計時間:              | 合計時間:                           | 3:53 |

## 楽曲の収録アルバム
| 収録アルバム | 楽曲     | 曲順 |
| ------------ | -------- | ---- |
| THE FUTURE   | IGNITION | 6    |
| THE FUTURE   | 青の日々 | 14   |
| DOZEN ROSES  | 青の日々 | 6    |